# Обнова (приток Луги)
Обнова — река в России, протекает в Лужском районе Ленинградской области. Устье реки находится в 121 км по левому берегу реки Луги у деревни Хилок, исток — юго-западнее деревни Клескуши. Длина реки составляет 17 км. В 5 км от устья на реке находится деревня Шипино.

## Данные водного реестра
По данным государственного водного реестра России относится к Балтийскому бассейновому округу, водохозяйственный участок реки — Луга от в/п Толмачево до устья.
Код объекта в государственном водном реестре — 01030000612102000026275.